# 鳥取看護大学
鳥取看護大学（とっとりかんごだいがく、英語: Tottori College of Nursing）は、鳥取県倉吉市福庭854に本部を置く日本の私立大学。1971年創立、2015年大学設置。大学の略称は看護大。

## 概観

### 大学全体
学校法人藤田学院は1971年以来、鳥取短期大学を運営してきたが、地元の要請に基づき、鳥取県における慢性的な看護師不足に対処することを目的として、鳥取県などからの財政支援を受け、2015年4月に鳥取看護大学を設置した。キャンパスは鳥取短期大学と同敷地内に置かれている。看護学部看護学科の1学部1学科を有し、2019年には大学院修士課程を設置した。

## 沿革
（この節の出典）
- 2015年4月1日 - 開学（看護学部看護学科）。
- 2019年4月 - 大学院看護学研究科看護学専攻（定員5名）を設置。
- 2021年3月 - 公益財団法人大学基準協会より大学評価（認証評価）で適合と認定される。

## 基礎データ

### 所在地
- 鳥取県倉吉市福庭854

### 交通アクセス
- JR山陰本線倉吉駅のバスターミナル・5番乗り場より、スクールバスあり。

### 象徴
- 学章は、星座シグナス（白鳥座）からデザインされたものである。天文学者である荒木俊馬（京都産業大学初代学長、京都大学名誉教授）より鳥取女子短期大学に寄贈され、鳥取短期大学が使用してきたものを共用している。
- ロゴマークは、鳥取短期大学の生活学科住居・デザイン専攻の学生から募集したものである。

## 教育および研究

### 学部
- 看護学部
  - 看護学科

### 研究科
- 看護学研究科（修士課程[2]）
  - 看護学専攻（看護教育学コース、地域包括ケア メンタルヘルスケアコース、看護イノベーションコース、公衆衛生看護コース、母性看護コース、小児看護コース、療養支援看護コース、感染管理看護コース、看護生体コース）

### 関連施設
- 鳥取短期大学：同一法人が設置する短期大学。キャンパスを共用している。
- 認定こども園 鳥取短期大学附属こども園：同一法人が設置する幼保連携型認定こども園。キャンパス内に設置されている。

## 施設

### キャンパス
鳥取短期大学の施設・設備の多くを共用している。鳥取看護大学としての専有スペースは看護大学棟のみである。
- 鳥取看護大学棟：教室や研究室の番号の前に、看護大を意味するKが付されている。
- A館：講義室やピアノ室、教員研究室や各種実習室、学生食堂がある。
- B館：講義室がある。
- C館：1〜2階に図書館、3階に教員研究室がある。
- D館：入試広報課、教員研究室などがある。
- 給食管理実習棟：生活学科食物栄養専攻が集団給食の実習を行うための施設。
- シグナスホール：大講義室、体育館、アリーナがある。
- クラブハウス
- 交流センター：2021年4月、学生会館の跡地に設置。1階にはシグナスファミリー（コンビニ。ファミリーマートの商品が並んでいる）、グローカルセンター、相談室ここはな、保健室がある。2階には中講義室、ラーニングコモンズ、3階には学びスペースひだまり、キャリア支援課、大会議室がある。
- 学生駐車場
- とりたんプラザ
- グラウンド
- 学生寮：「シグナス寮」と称する。入寮は女子学生のみを対象としている。かつては「白鳥寮」という名称で現在の鳥取看護大学棟の位置に存在したが、鳥取看護大学設置に伴い取り壊され、2015年、倉吉駅前に新設された。

## 大学関係者と組織

### 大学関係者組織
- 同窓会組織「ふたば会」がある。

### 大学関係者一覧

#### 教員
- 近田敬子：看護学者、初代学長
- 荒井優：宗教哲学者、2代学長
- 山田修平：経済学者、3代学長

## 対外関係

### 地方自治体との協定
- 鳥取県立図書館・倉吉市立図書館と協定を結んでいる。

## 公式サイト
- 鳥取看護大学

座標: 北緯35度27分22.3秒 東経133度51分33.9秒 / 北緯35.456194度 東経133.859417度